# Beau Dommage
«Beau Dommage» (Бо Домаж) — квебекський рок-гурт з фольковими та кантрі мотивами, який мав великий успіх у Франції та Квебеці в середині 1970-х років. "Beau Dommage" — це старий квебекський вислів, який означає "чому б ні".  Beau Dommage випустив 5 альбомів і всі вони досягли певного комерційного успіху. У музичному плані вершиною є другий, найбільш прогресивний альбом. Їх найпопулярнішими піснями є «La Complainte du phoque en Alaska», «Le Blues d'la métropole», «Amène pas ta gang». За словами Georges-Hébert Germain 1975 р., кожна пісня Бо Домаж відтворює ... вид драми; драми самотності, нудьги, любові, розчарування. 

## Біографія
Гурт був сформований деякими членами драматичної трупи «La Quenouille Bleue». Michel Rivard (співак), Michel Hinton (клавішні, з 1975), Robert Léger (клавішні, флейта) і Pierre Huet (лірика) зустрілися в цій трупі. Вирішивши створити разом гурт вони практикували кожен тиждень і написали кілька пісень. Через деякий час, Michel Rivard запросив Pierre Bertrand (гітара, бас, вокал), одного з його старих друзів приєднатися до них. Після цього прибула Marie-Michèle Desrosiers (клавішні, вокал) і гурт був у повному складі. Гурт дебютував в жовтні 1973 р. в Квебекському університеті в Монреалі і швидко піднявся у перші ряди Квебекських гуртів поп-музики. Продажі в Квебеці платівок «Beau Dommage» 1974 і «Où est passée la noce?» 1975 років перевищили показники всіх інших канадських артистів середини 1970-х. Гурт їздив з турами по Європі (Франція, Бельгія, Люксембург і Швейцарія), квебеку та містах інших штатів Канади. Разом з гуртами Contraction, Harmonium і Octobre Бо Домаж були хедлайнерами Національного свята Квебеку, свята Святого Іоанна 1976 року в Монреалі, на якому були присутні близько 400 тисяч чоловік. Гурт розпався в 1977 році, його члени взялися за сольні кар'єри, але повернулися на сцену 1984 року для концертів у м. Квебек та в Монреалі. Гурт також повертався до музичної діяльності в 1994 році й обидва рази супроводжувались концертами при аншлагах і записами живих альбомів.     

## Альбом Beau Dommage, 1974
Однойменний дебютний альбом вийшов в грудні 1974 року на лейблі Capitol Records і протягом перших двох тижнів розійшлося 50 000 копій. Загалом же альбом був проданий тиражем понад 350 000 екземплярів. Це рок на фольковій основі з солодкими гармоніями і текстами про сучасне життя і проблеми жителів Квебеку.  

### Композиції
1 — Tous les palmiers 3'20

2 — À toutes les fois 4'17

3 — Chinatown 3'05

4 — La Complainte du phoque en Alaska 5'15

5 — Le picbois 3'05

6 — Harmonie du soir à Châteauguay 3'06

7 — Le Géant Beaupré 4'05

8 — Ginette 2'35

9 — Un ange gardien 2'56

10 — 23 décembre 2'14

11 — Montréal 4'44

### Музиканти
— Michel Rivard / вокал, гітара 

— Marie-Michèle Desrosiers / вокал, клавішні 

— Pierre Bertrand / гітара, бас-гітара, вокал 

— Robert Léger / клавішні, флейта 

— Réal Desrosiers / барабани 

## Альбом Où est passée la noce?, 1975
Другий реліз гурту Бо Домаж був першим альбомом в історії канадської музики, який став платиновим (розійшовся кількістю 100 000 примірників)

### Композиції
1 — Le blues d'la Métropole 4'13

2 — Assis dans' cuisine 2'03

3 — Amène pas ta gang 3'13

4 — Motel 'Mon Repos' 3'35

5 — J'ai oublié le jour 3'05

6 — Bon débarras 2'55

7 — Heureusement qu'il y a la nuit 5'45

8 — Incident à Bois-des-Filion 20'30

### Музиканти
— Michel Rivard / вокал, гітара 

— Marie-Michèle Desrosiers / вокал, клавішні 

— Pierre Bertrand / гітара, бас-гітара, вокал 

— Robert Léger / клавішні, флейта 

— Réal Desrosiers / барабани 

— Michel Hinton / клавішні 

## Альбом Un autre jour arrive en ville, 1976

### Композиції
1 — Tout va bien 5'35

2 — Contre lui 3'07

3 — Cinéma 3'43

4 — Ça fait longtemps 4'22

5 — Le coeur sur la corde raide 3'24

6 — Seize ans en soixante-seize 4'49

7 — Marie-Chantale 4'39

8 — Berceuse pour moi toute seule 3'23

9 — C'est samedi soir 4'57

10 — Un autre jour arrive en ville 4'41

### Музиканти
— Michel Rivard / вокал, гітара 

— Marie-Michèle Desrosiers / вокал, клавішні 

— Pierre Bertrand / гітара, бас-гітара, вокал 

— Robert Léger / клавішні, флейта 

— Réal Desrosiers / барабани 

— Michel Hinton / клавішні 

## Альбом Passagers, 1977
Цей альбом можна схарактеризувати коротко: ніщо не нове під сонцем Бо Домаж.

### Композиції
1 — Rouler la nuit 3'50

2 — Le vent du fleuve 4'30

3 — Histoire de Jean 3'05

4 — Le coeur endormi 4'52

5 — Le passager de l'heure de pointe 4'11

6 — Hockey 3'33

7 — Le vent d'la ville 4'18

8 — Lettre d'amour 3'07

9 — Le voyageur 2'30

### Музиканти
— Michel Rivard / вокал, гітара 

— Marie-Michèle Desrosiers / вокал, клавішні 

— Pierre Bertrand / гітара, бас-гітара, вокал 

— Robert Léger / клавішні, флейта 

— Réal Desrosiers / барабани 

— Michel Hinton / клавішні 

## Альбом Beau Dommage, 1994
Після тривалої паузи гурт записав альбом із новими піснями, який мав великий успіх — за 4 тижні було куплено 200 000 копій і допоміг їм виграти чотири нагороди Félix Award, в тому числі в номінації "група року". .

### Композиції
1 — La nouvelle saison 4'19

2 — Le retour du flâneur 4'30

3 — Tout simplement jaloux 4'45

4 — Échappé belle 4'22

5 — Quand Rose va chez son fils 4'04

6 — Du milieu du pont Jacques-Cartier 3'07

7 — Rive-Sud 3'43

8 — Grande cheminée 4'54

9 — Jamais l'hiver 4'17

10 — Sur la véranda 2'48

11 — Marcher tout seul la nuit sur une route de campagne 4'23

### Музиканти
— Michel Rivard / вокал, гітара 

— Marie-Michèle Desrosiers / вокал, клавішні 

— Pierre Bertrand / гітара, бас-гітара, вокал 

— Robert Léger / клавішні, флейта 

— Réal Desrosiers / барабани 

— Michel Hinton / клавішні 